# Michael dos Santos
Michael Pinto dos Santos (Birigui, 20 de abril de 1983) é um jogador de voleibol brasileiro.

## Carreira
Começo sua carreira pelo Banespa, no qual foi campeão paulista juvenil (2002), campeão paulista da Divisão Especial (2004), campeão do Grand Prix (2004) e campeão da Superliga (2004/05), além de vice paulista (2006) e bicampeão do Jogos Abertos do Interior (2005/2006).
Pela seleção brasileira, constam os títulos mundial infanto e sul-americano juvenil. Pela seleção infanto, foi campeão sul-americano (2000) e mundial (2001). Pela juvenil, campeão sul-americano (2002). Pela seleção paulista, campeão brasileiro de seleções (2000).

### Polêmicas
No dia 1 de abril de 2011, no ginásio poliesportivo do Riacho, em Contagem, Minas Gerais no primeiro jogo pelas semifinais da Superliga masculina entre Cruzeiro e Vôlei Futuro, vencido pela equipe mineira por 3 sets a 2, o jogador Michel foi ofendido de forma preconceituosa pela torcida do Cruzeiro, em virtude da sua orientação sexual. Após as ofensas Michael assumiu publicamente que é homossexual. Em  9 de abril de 2011, no segundo jogo da Superliga no ginásio de esportes Plácido Rocha, em Araçatuba, São Paulo vencido pelo Vôlei Futuro por 3 sets a 2, o time de Araçatuba fez uma série de ações contra homofobia sofrida por Michael. Uma bandeira gigante pedindo o fim do precoceito foi aberta na arquibancada, enquanto todos os torcedores receberam bastões rosas na entrada do ginásio Plácido Rocha. O líbero Mário Júnior, por sua vez, atuou com uma camisa colorida.